# 35-ös busz (Budapest, 2007–2008)
A budapesti 35-ös jelzésű autóbusz Ferihegy vasútállomás és Pestszentimre, központ között közlekedett. A viszonylatot a Budapesti Közlekedési Zrt. üzemeltette.

## Története
2007. július 15-én – a Ferihegy vasútállomás átadásával egy időben – a 193-as buszt a 35-ös és a 135-ös viszonylat váltotta fel. A két járat annyiban tért el egymástól, hogy a 135-ös a Béke tér után mindkét irányban betért a Mednyánszky utcához. 2008. augusztus 20-án megszűntek, helyettük a meghosszabbított 166-os és az új 166A és 266-os buszok jártak.

## Útvonala
| Pestszentimre, központ felé | Ferihegy vasútállomás felé |
| --- | --- |
| Ferihegy vasútállomás vá. – Nagybánya utca – Béke tér – Királyhágó utca – Nemes utca – Vasút utca – Pestszentimre, központ vá. | Pestszentimre, központ vá. – Vasút utca – Törvény utca – Ady Endre utca – Nemes utca – Királyhágó utca – Nagybánya utca – Nap utca – Bakonybánk utca – Ferihegy vasútállomás vá. |

## Megállóhelyei
Az átszállási kapcsolatok között a Mednyánszky utcai betéréssel közlekedő 135-ös busz nincs feltüntetve.
| 0  | Ferihegy vasútállomás végállomás     | 14 | 93, 200 Helyközi buszok Ferihegy                |
| 1  | Nyíregyháza utca (↓) Duna utca (↑)   | 12 |                                                 |
| 2  | Béke tér (Nagybánya utca)            | 11 | 193E Helyközi buszok 50                         |
| 3  | Béke tér (Királyhágó út)             | ∫  | 193E Helyközi buszok 50                         |
| 4  | Beszterce utca                       | 10 |                                                 |
| 5  | Halomi út                            | 9  | 182, 282E                                       |
| 6  | Kétújfalu utca (↓) Tölgyesi utca (↑) | 8  | 182, 282E                                       |
| ∫  | Alacskai út                          | 7  | 182, 282E                                       |
| 7  | Alacskai úti lakótelep               | 6  | 182, 254, 282E                                  |
| 8  | Damjanich utca                       | 5  | 254                                             |
| 9  | Kisfaludy utca                       | 4  | 84, 184, 254, 284E                              |
| 10 | Ady Endre utca                       | 3  | 84, 254                                         |
| ∫  | Vásáros tér                          | 2  |                                                 |
| ∫  | Törvény utca                         | 1  |                                                 |
| 11 | Pestszentimre, központ végállomás    | 0  | 54, 55, 84, 89, 94, 94E, 166, 254 Pestszentimre |